# موریس لو رو
موریس لو رو (فرانسوی: Maurice Le Roux‎؛ ۶ فوریهٔ ۱۹۲۳ – ۱۹ اکتبر ۱۹۹۲) موسیقی‌دان، رهبر ارکستر و آهنگساز اهل فرانسه بود.

## گزیدهٔ آثار
- حکایت‌های غیراخلاقی (۱۹۷۳)
- چشم‌اندازی از پل (۱۹۶۱)
- سرباز کوچک (۱۹۶۰)
- پیروزی تلخ (۱۹۵۷)
- بادکنک قرمز (۱۹۵۶)